# Armoiries de Bonaire
 (août 2009).
Si vous disposez d'ouvrages ou d'articles de référence ou si vous connaissez des sites web de qualité traitant du thème abordé ici, merci de compléter l'article en donnant les références utiles à sa vérifiabilité et en les liant à la section « Notes et références ».
Le blason de Bonaire est composé d'un champ d'azur dans lequel apparait une roue d'or représentant l'industrie. La roue est frappée en son centre par un compas avec en son centre, une étoile de gueules, à six branches. Le compas représente la population de l'île venant des quatre coins du monde. L'étoile au centre et la couronne qui surmonte le tout symbolise la souveraineté néerlandaise sur Bonaire.